# 다시로정 (사가현)
다시로정(田代町)은 일본 사가현 미야키군에 설치되었던 정이다. 현재의 도스시의 일부에 해당한다.